# Denton, Oxfordshire
Denton är en by i civil parish Cuddesdon and Denton, i distriktet South Oxfordshire, i grevskapet Oxfordshire, i England. Byn är belägen 9 km från Oxford. Denton var en civil parish 1866–1962 när blev den en del av Cuddesdon and Denton. Civil parish hade 112 invånare år 1961.